# شهرستان ولی (نبراسکا)
شهرستان ولی، نبراسکا (به انگلیسی: Valley County, Nebraska) یک سکونتگاه مسکونی در ایالات متحده آمریکا است که در نبراسکا واقع شده‌است.

## خصوصیات
شهرستان ولی ۱٬۴۶۰٫۷۶ کیلومترمربع مساحت دارد.